# Relaciones España-Chipre
Las relaciones Chipre-España son las relaciones bilaterales entre estos dos países. Estados miembros de la Unión Europea (UE), ambos forman parte de la eurozona. 

## Relaciones diplomáticas
España y Chipre establecieron relaciones diplomáticas el 22 de diciembre de 1967. Sin embargo, durante largo tiempo, no hubo Embajada residente en Nicosia sino que las relaciones con Chipre se cubrían desde Damasco o Beirut. El Consejo de Ministros de 18 de enero de 2002 nombró a Ignacio García-Valdecasas como primer embajador de España en Nicosia, cubriendo, con la apertura de la Embajada de España en dicha capital, un vacío institucional que se venía sintiendo hasta entonces en la tarea de impulsar adecuadamente las importantes relaciones existentes con la República de Chipre.
Por su parte, Chipre inauguró su Embajada en Madrid en 1992, siendo anteriormente su embajada en París la encargada de desarrollar las relaciones con España. La primera visita oficial de un presidente chipriota a España se remonta a julio de 1987, cuando Spyros Kyprianou se entrevistó con el presidente Felipe González y fue invitado de honor en una cena ofrecida por el Rey de España. Desde entonces se han producido otras seis visitas presidenciales (Giorgios Vassiliou, Glavkos Klerides en dos ocasiones, y Tassos Papadopoulos en tres).
La primera visita de un presidente español a Chipre fue la de José María Aznar, en febrero de 2002, cuando reiteró, en nombre de la Unión Europea (presidida entonces por España), la vigencia de los acuerdos adoptados en la cumbre de Helsinki en 1991 para negociar la adhesión de Chipre, aunque no se haya producido la reunificación de las dos zonas en las que está dividido el país. La segunda tuvo lugar en diciembre de 2009, por parte esta vez de José Luis Rodríguez Zapatero, quien presentó en Nicosia las prioridades de la presidencia española del Consejo de la Unión Europea que se iniciaba el mes siguiente.
La Reina Sofía inauguró el 10 de marzo de 2010 en Nicosia la exposición “Miró de Mallorca”, una antología de los últimos 20 años del trabajo del pintor en la isla española del Mediterráneo. Era la primera vez que se realizaba en Chipre una exposición de tal magnitud, coincidiendo con la presidencia española del Consejo de la UE y con los actos del 50 aniversario de la República de Chipre.
Estos elementos no son sino ejemplos de la sintonía y excelentes relaciones existentes entre España y Chipre. Invitado por su homólogo Yiannakis Omirou, el presidente del Congreso de los Diputados, Jesús Posada, realizó una visita oficial a Chipre entre el 13 y el 14 de julio de 2015, durante la que se entrevistó, además de con Omirou, con el ministro de Asuntos Exteriores, Ioannis Kasoulides, y con el alcalde de Nicosia, Constantinos Yiorkadjis. España apoya la búsqueda de una solución negociada, que permita el establecimiento de una federación bizonal y bicomunal, de acuerdo con las resoluciones relevantes del Consejo de Seguridad de Naciones Unidas, y que además respete, según la Declaración Conjunta de los líderes del 11 de febrero de 2014, los principios de soberanía, personalidad jurídica y ciudadanía únicas.
Por su situación geográfica, ambos países comparten, además, un interés especial por la cuenca mediterránea y apoyan especialmente la política de vecindad común de la Unión Europea en esta región. A finales de 2013, Chipre y España impulsaron la creación de un “Grupo Mediterráneo” de consulta y concertación en el seno de la Unión Europea. La primera reunión ministerial de dicho grupo, en el que participan siete países, tuvo lugar en Bruselas en diciembre de 2013, mientras que la segunda se celebró en Alicante en abril de 2014. Asimismo, los dos países comparten posturas próximas en relación con el estatuto internacional de Kosovo. Estos elementos no son sino ejemplos de la sintonía y excelentes relaciones existentes entre España y Chipre.

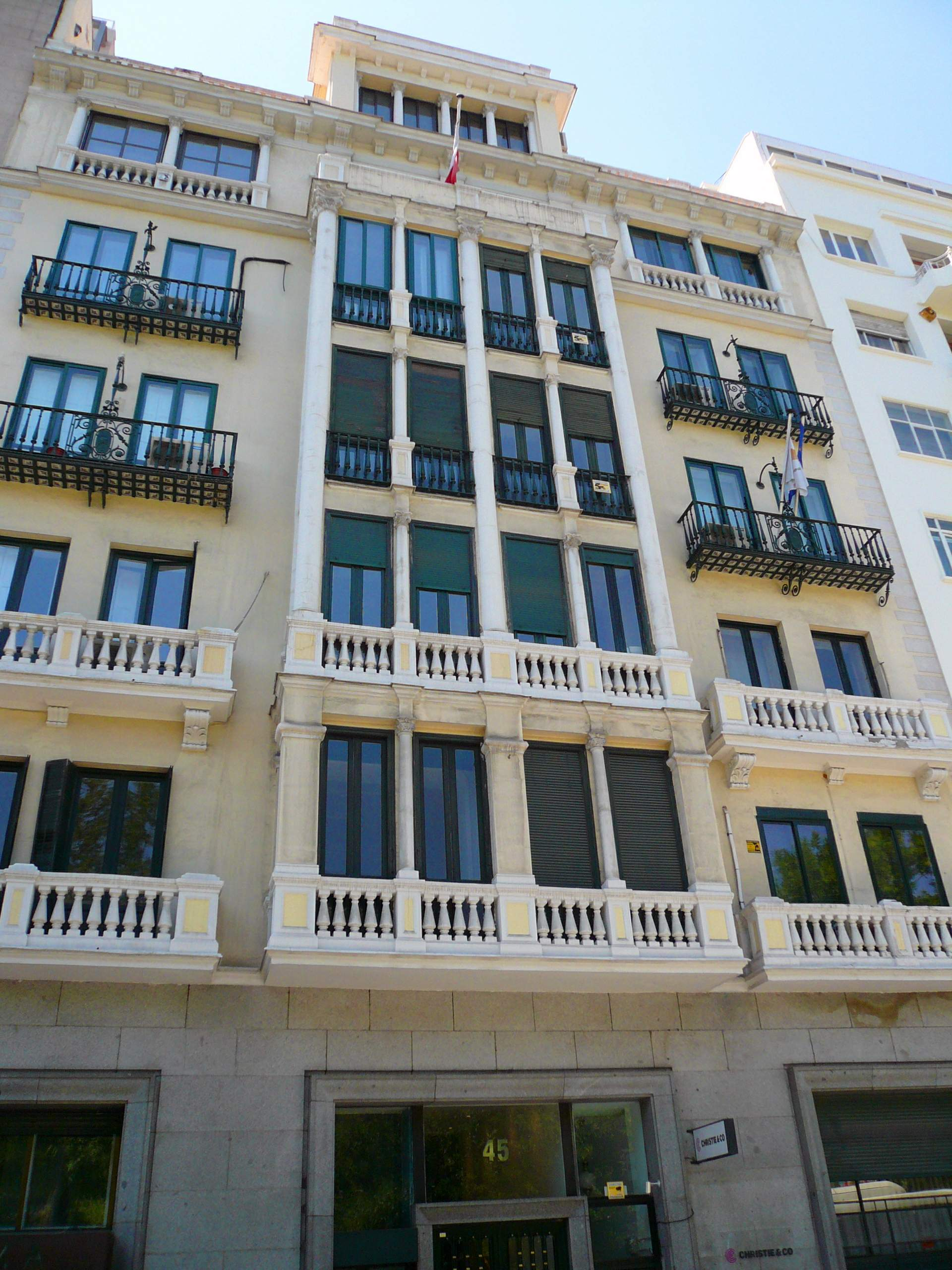
Embajada de Chipre en Madrid

## Misiones diplomáticas
- Chipre tiene una embajada en Madrid.[2]
- España tiene una embajada en Nicosia.[3]